# Harpobittacus australis
Harpobittacus australis is een schorpioenvliegachtige uit de familie van de hangvliegen (Bittacidae). De wetenschappelijke naam van de soort is voor het eerst geldig gepubliceerd door Klug in 1838.

## Kenmerken
Dit insect heeft een langwerpig bruin achterlijf met slanke bruine vleugels en oranjerood gestreepte poten. Aan het uiteinde van de tibia bevindt zich een stekel. Aan de achterpoten bevinden zich haken om een prooi vast te grijpen. Ze hangen meestal met hun voorpoten aan planten, terwijl ze met hun achterpoten insecten grijpen.

## Verspreiding en leefgebied
De soort komt voor in Australië.